# Camino Real
Ne doit pas être confondu avec Camino de Cruces.

Routes commerciales coloniales dans l'isthme de Panama:
▬▬▬ Camino Real de Portobelo (de Panamá à Portobelo)
▬▬▬ Camino Real de Nombre de Dios (route de Nombre de Dios)
▬▬▬ Camino Real de Cruces (par le río Chagres)
▬▬▬ Camino de Cruces (pour la visite à pied)

Le Camino Real était l'une des deux routes historiques de l'isthme de Panama qui reliait la mer des Caraïbes à l'océan Pacifique à l'époque de la colonisation espagnole de l'Amérique. Les deux chemins pavés reliaient la ville de Panama à Nombre de Dios, d'abord, puis à Portobelo, dans le cas du Camino Real, tandis que le Camino de Cruces menait au fort San Lorenzo.

## Historique
Construit vers 1519, après la fondation de la première ville de Panama, il est devenu, avec le Camino de Cruces, et le plus récent Camino de Gorgona, le seul moyen de traverser l'isthme d'un océan à l'autre, avant la construction du chemin de fer transisthmique.
La route du Camino Real reliait à l'origine les villes de Panama et Nombre de Dios, avant d'être en 1597 détournée vers Portobelo. Après la destruction de la ville de Panama en 1671, les routes ont été détournées vers la nouvelle ville.
Mesurant environ 80 kilomètres de long et constituant la connexion la plus courte et la mieux située topographiquement entre les deux océans cette courte route trans-isthmique est devenue la route commerciale la plus importante de l'empire espagnol au cours des XVIe et XVIIe siècles, car l'or et l'argent qui arrivaient du Pérou étaient transportés à Nombre de Dios, et plus tard à Portobelo, comme point d'embarquement de la flotte des Indes. Selon les archives, entre 100 et 200 tonnes d'argent étaient transportées annuellement par mulets.
Le chemin était en pierre, large de quatre pieds et avec de plus grandes pierres sur les bords.
Avec les attaques constantes des pirates et la destruction de Portobelo en 1739, l'utilisation des routes transisthmiques au Panama entre dans une phase de déclin, et avec la construction du chemin de fer du Panama en 1855, le Camino Real a été abandonné. Au fil du temps, la végétation de la jungle et le développement humain, dans les zones proches de Panama City, ont fait disparaître une partie de la route.
Il n'est actuellement possible de voir des tronçons de route que dans les zones du parc national de Chagres et du parc national de Portobelo (es), qui sont en cours de réhabilitation.

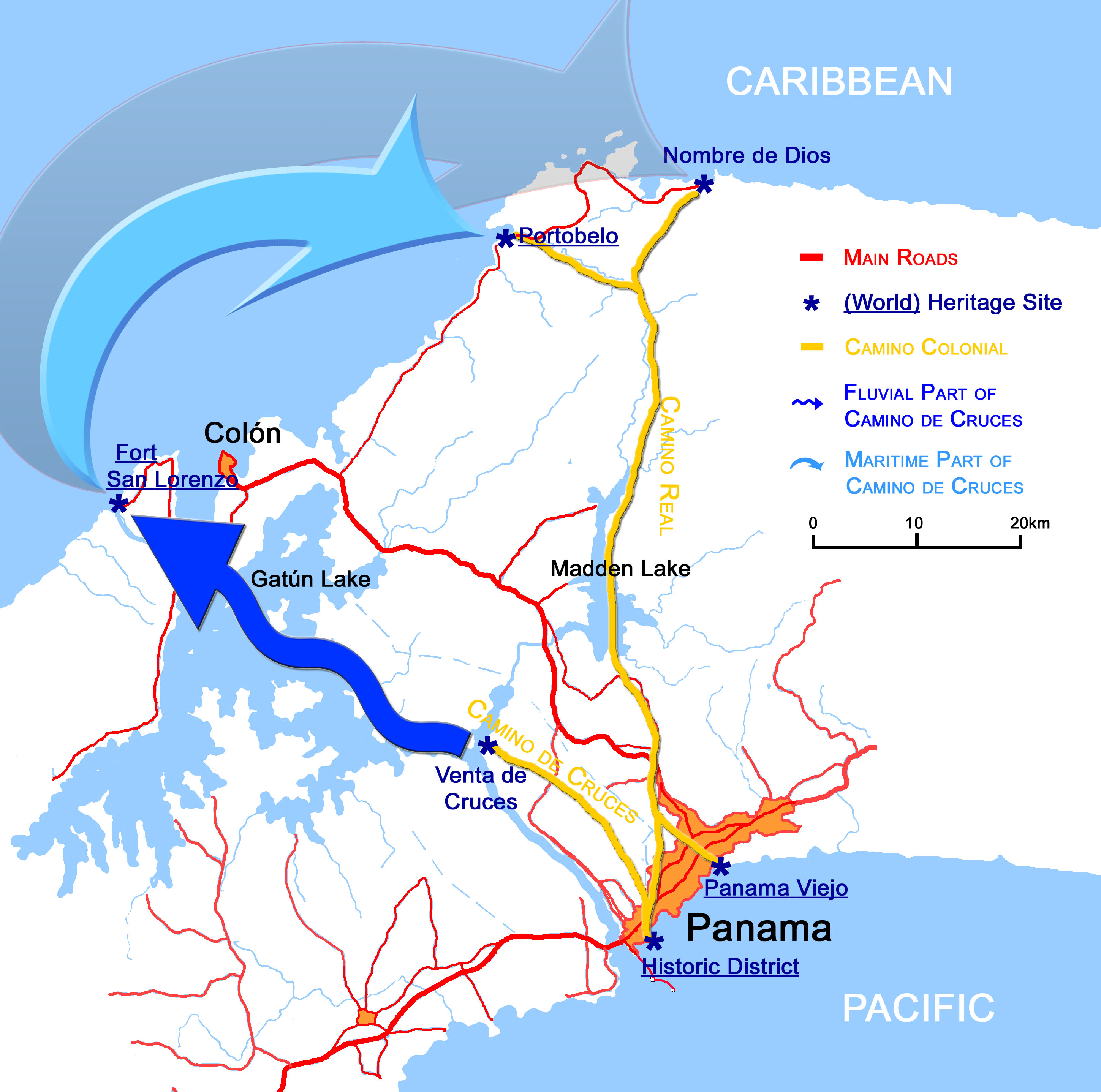
Localisation des routes coloniales au Panama.
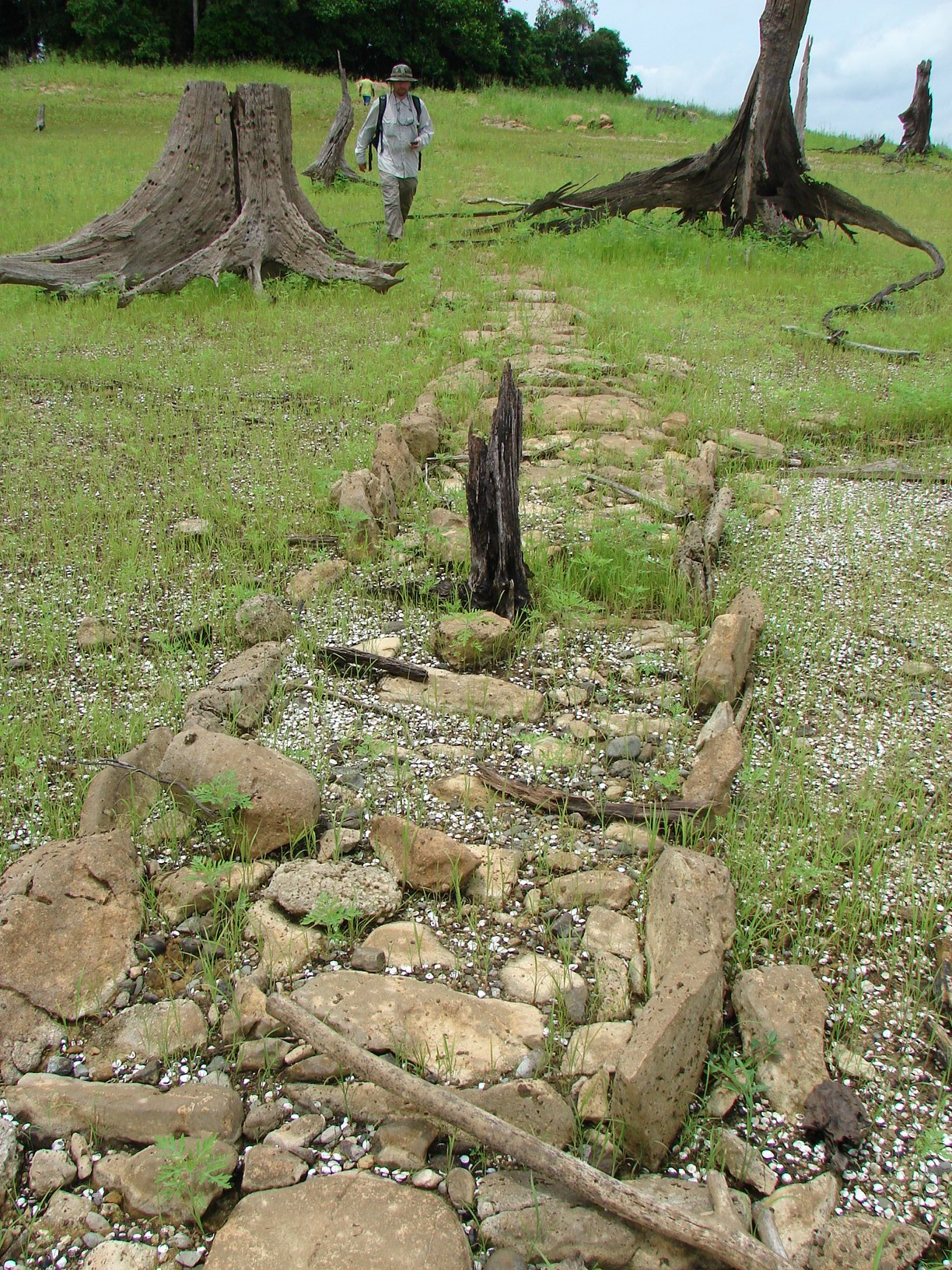
Le Camino Real dans une zone de rive sèche du lac Alajuela.